# Sonny (film 2002)
Sonny è un film del 2002, esordio alla regia dell'attore Nicolas Cage. Cage ha anche prodotto il film con la sua casa di produzione Saturn Films, e interpreta un piccolo cameo.

## Trama
Nei primi anni ottanta del XX secolo, dopo aver lasciato l'esercito, il giovane Sonny torna a casa dalla madre, una maîtresse che lo introduce al mestiere più vecchio del mondo, diventando un richiesto gigolò.
Ma in breve tempo Sonny cerca di sfuggire dal quel fruttuoso mestiere e soprattutto cerca di sottrarsi dalle pressioni della madre-padrona, per crearsi una vita tutta sua.
Nel frattempo si innamora della giovane prostituta Carol.